# Шортанбай Канайулы
Шортанбай Канайулы (1817, ныне окрестности Туркестана Южно-Казахстанская область — 1881, ныне село Аксу-Аюлы Шетского района Карагандинской области) — казахский акын.

## Биография
По официальным данным родился в окрестностях Туркестан, по другим данным родился в семье ходжи Каная среди рода Шубыртпалы на севере озера Балхаш. Происходит из рода Ходжа. Жил в Альтеке Сарымовской волости Каркаралинского уезда.

## Творчество
Творчеству Шортанбая присуща социальная направленность, острая критика феодального и чиновничьего гнета, отображение тяжелого положения народных масс. Основной сборник «Шортанбайдың бала зары» до революции неоднократно издавался в Казахстане (1888, 1890, 1894, 1911, 1915). Стихи Шортанбая вошли в сборник «Ескі әдебиет нұсқаларында», подготовленный С.Сейфуллиным (1931), в «Хрестоматию казахской литературы», составленную С.Мукановым и К.Бекхожиным (1942), в сборник «Айтыс» (1965). Рукописи произведений Шортанбая хранятся в Центральной научной библиотеке НАН РК. Период ликвидации царским правительством ханской власти в XIX в., после введения в 1867—1868 «Положения об управлении казахами» получило название по песне-толгау «Зар заман» акына Шортанбая Канайулы.

## Семья
Отец - Канай Айткожаулы, мать - Шукман Накыпкожакызы. Сестра - Қалаулы, возможно вторая сестра Бабасан (прозвище Даңғой). Сыновья - Алдаберген, Аязбай, дочь - Бәтіш.
- Шортанбай Канайулы на «Родоводе». Дерево предков и потомков